# 手島浩之
手島 浩之（てしま ひろゆき、1967年 - ）は、日本の建築家。

## 概要
住宅、集合住宅などの設計を行っている。

## 略歴
- 1967年　岡山県生まれ
- 1986年　岡山県立岡山芳泉高等学校卒業
- 1990年　東北大学工学部建築学科卒業
- 1990年～1992年　山本理顕設計工場勤務
- 1997年　都市建築設計集団設立
- 2009年～2010年 東北大学非常勤講師

## 主な作品
- 2001年 KSK
- 2008年 囲い庭に埋もれる平屋
- 2009年 アヤシの小集落

## 受賞
- 1998年 SD Review 1998 入選
- 2006年 グッドデザイン賞
- 2008年 グッドデザイン賞
- 2008年 第3回JIA東北住宅大賞2008 優秀賞
- 2009年 グッドデザイン賞
- 2010年 第4回JIA東北住宅大賞2009 大賞